# Nashville Diamonds
O Nashville Diamonds foi um clube americano  de futebol com sede em Nashville, Tennessee, que era membro da American Soccer League. Seu estádio era o Hale Stadium no campus da Tennessee State University, então sede do time de futebol americano Tennessee State Tigers.